# Wally Moes

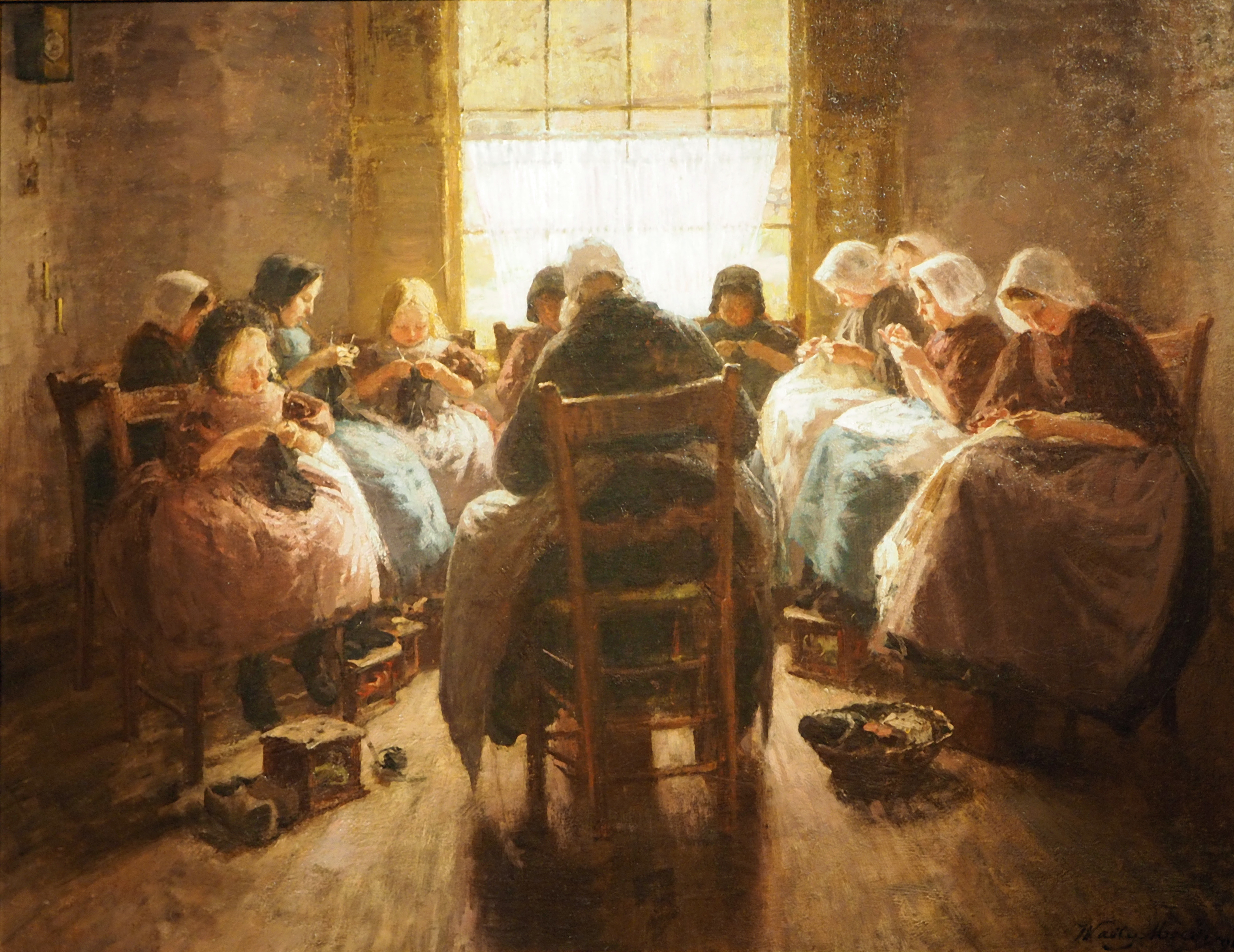
Breischool te Huizen

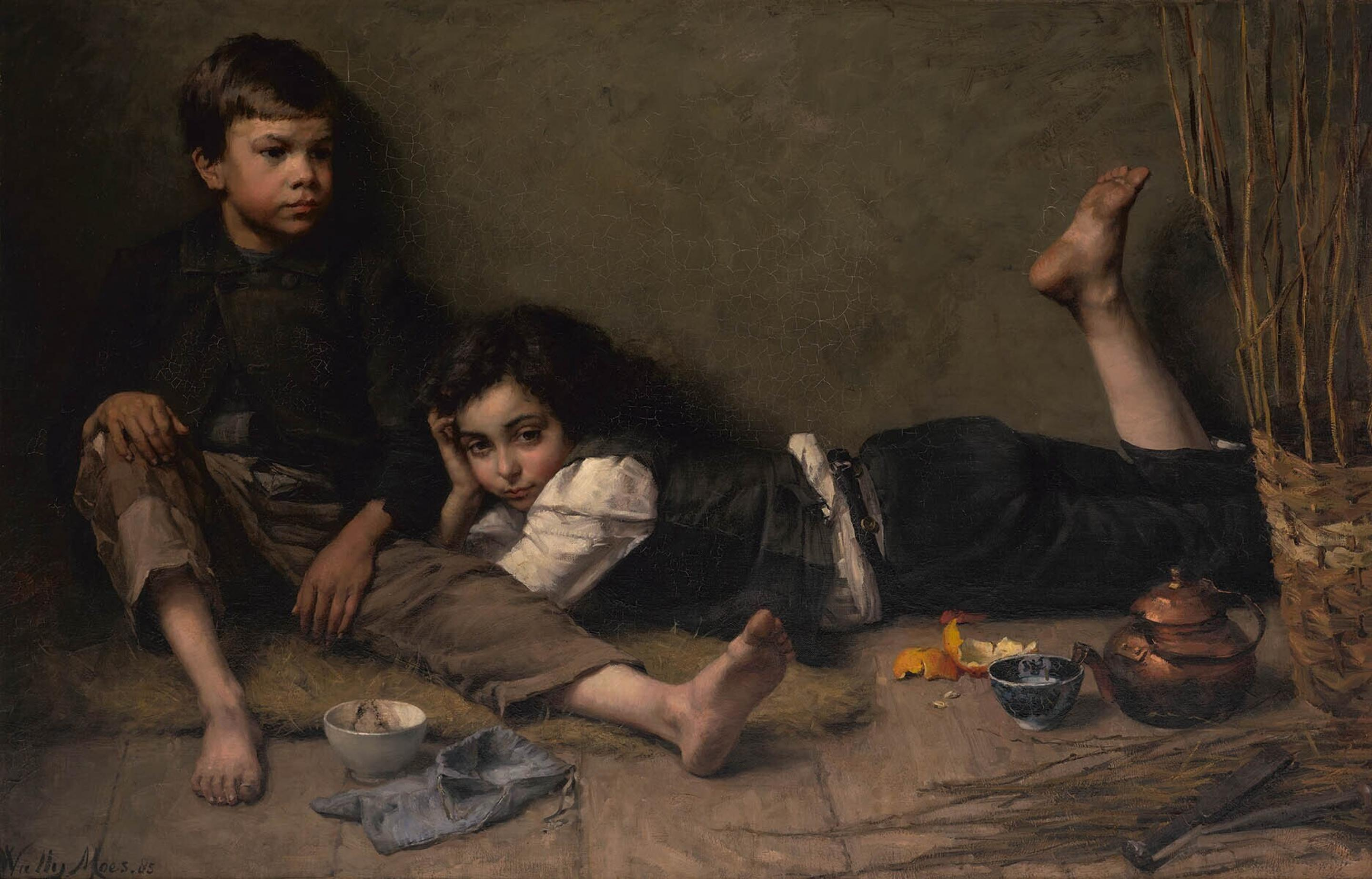
Schaftuurtje - 1885

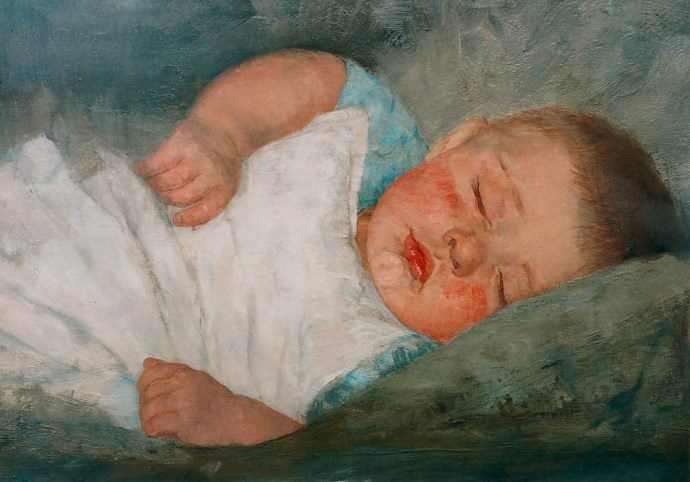
Slapende baby circa 1900

Wilhelmina Walburga Moes, detta Wally (Amsterdam, 16 novembre 1856 – Laren, 6 novembre 1918), è stata una pittrice olandese.

## Biografia
Wilhelmina Walburga Moes era una degli otto figli del commerciante di tessili August Leopold Moes (1813-1866) e di Maria Mathilda Christina Gertrud Breitenstein (1826-1896). La famiglia risiedeva a Oudezijds Voorburgwal, una delle strade del centro di Amsterdam. Il padre morì quando Wally aveva nove anni. 
Prese lezioni di disegno da un "signor Veldhuyzen" (probabilmente l'acquarellista Johannes Hendrik Veldhuyzen). A 15 anni andò in collegio in Germania per un anno, rientrata a casa trascorse anni spensierati tra lezioni di disegno e musica fino al 1876 quando entrò nella sezione femminile della Rijksakademie van beeldende kunsten di Amsterdam frequentata da altre artiste come Arina Hugenholtz, Alida Loder e Antoinette Zimmerman. Wally fu fra i firmatari di una lettera di protesta per l'insegnamento ritenuto troppo accademico indirizzata a Bastiaan de Poorter che era alla direzione dell'accademia. La rivolta studentesca non sortì alcun effetto e Wally, insieme ad altri firmatari, lasciò l'accademia nel 1878.
Nel 1879 soggiornò a Montreux e ad Anversa, in seguito si recò a Düsseldorf dove prese lezioni dal paesaggista Richard Burnier. Nel 1880 rientrò alla Rijksacademie, la cui direzione era stata nel frattempo assunta da August Allebé di cui Wally era già stata allieva e con cui mantenne un rapporto epistolare per il resto della vita.
Nell'estate del 1880 fece la conoscenza di Thérèrese Schwartze, che all'epoca era una ricercata ritrattista. Tramite Schwartze prese contatto con dei committenti abbienti e ottenne diverse commissioni di ritratti. Non era però questo il genere che sentiva più vicino, nel gennaio 1882 si recò a Monaco di Baviera per seguire lezioni e collaborare con il pittore di genere Max Thedy. A giugno rientrò ad Amsterdam dove rimase alla Rijksacademie fino alla fine del 1883.
Dal gennaio al giugno 1884 fu a Parigi condividendo appartamento e studio con Schwartze. Quell'anno un suo quadro viene ammesso al Salon. Rientrata ad Amsterdam andò a vivere con la madre nel cui appartamento allestì il suo studio.
Ottenne una discreta fama, divenne membro dell'associazione di artisti Arti et Amicitiae. Nel 1884 le venne conferito il premio Willink van Collenprijs.
Nell'estate del 1884, insieme alla compagna di studi e pittrice Etha Fles si recò per la prima volta a Laren dove soggiornava una colonia di impressionisti tra i quali Anton Mauve, Max Liebermann e Jan Veth con il quale strinse un profondo rapporto di amicizia. Nel 1885/1886 affittò una villa a Laren insieme ad Etha Fles. 
In occasione della Fiera Colombiana di Chicago del 1893 espose una sua opera al Museo della scienza e dell'industria.
Nel 1898 sì trasferì definitivamente a Laren prendendo parte a mostre e alla vita sociale della località. Un anno dopo si ammalò di artrite reumatoide, la malattia limitò progressivamente la sua attività pittorica motivo per cui iniziò a dedicarsi alla scrittura. I suoi racconti di vicende di paese e di campagna furono pubblicati su varie riviste e incontrarono commenti positivi da parte della critica.
La sua corrispondenza e la sua autobiografia, scritta durante la prima guerra mondiale e pubblicata nel 1961, sono resoconti importanti sulla vita artistica del suo tempo.
Le sue opere, oltre ai ritratti, comprendono soprattutto opere di genere, fra le rappresentazioni di vita quotidiana vi sono madri con figli, scene di vita di campagna come persone in preghiera o al lavoro, donne che svolgono lavori manuali, lezioni scolastiche rappresentate con una tavolozza vivace e stile impressionistico. 
Opere di Wally Moes si trovano allo Stedelijk Museum di Amsterdam, al Museo Boijmans Van Beuningen di Rotterdam e in collezioni private.

## Opere
- 1911 Larensche Dorpsvertellingen
- 1916 Heilig ongeduld: herinneringen uit mijn leven (autobiografia)